# Karl Wilhelm Böttiger
Karl Wilhelm Böttiger, född 15 augusti 1790, död 26 november 1862, var en tysk historiker. Han var son till Karl August Böttiger.
Böttiger, som från 1821 var professor i Erlangen, författade i huvudsak populärhistoriska skrifter. Hans mest kända arbeten är Allgemeine Geschichte für Schule und Haus (1824; 12:e upplagan 1856) och Geschichte des Kurstaats und Königreichs Sachsen (två band, 1830–1831, andra upplagan 1868–1870).